# Pré d'Auffe
Le Pré d'Auffe (ou site de Spèche) est un Site de Grand Intérêt Biologique reconnu par la Région Wallonnesitué sur le territoire de Walhain, dans le village de Nil Saint Martin, entre l'autoroute E411 et le hameau de Spèche. Située au point le plus bas du plateau hesbignon, c'est la plus vaste prairie humide du territoire de Walhain, au bord du ruisseau, le Nil, affluent de l' Orne, sous-affluent de la Dyle (bassin de l' Escaut).

## Étymologie
L'étymologie du lieu évoque une étendue humide, un marais (voir carte Ferrarris de 1777).
De Wavre, ‘Wåve’ en wallon, 'Auve' = marais (celtique, uoberna dérivé de uobero = eau souterraine) ou forêt (gaulois : uobera ou uoberno = ruisseau caché d'où ravin d'où terre inculte d'où bois, forêt) ou friche, terrain vague autour d'un village. Selon le dictionnaire des noms de lieux. Bruxelles et Province du Brabant Wallon, JJ Jespers, Edition Racine, 2020.
Ou espèce de graminée, stipa tenacissima, dont on se sert au Levant pour faire des cordages de navire, des nattes, des filets. L'auffe est ce qu'on appelle aujourd'hui l’alfa -de l’arabe ‘halfa’-. Selon le dictionnaire Le Littré. 